# Sendaphne anitae
Sendaphne anitae  (лат.) — вид мелких наездников рода Sendaphne из семейства Braconidae (Ichneumonoidea). Эндемик Эквадора.

## Распространение
Южная Америка, Эквадор.

## Описание
Очень мелкие паразитические наездники, длина тела 4,0-4,5 мм, длина переднего крыла 3,6-4,1 мм, длина яйцеклада 2,4-2,6 мм. Голова буровато-чёрная, кроме оранжево-жёлтых клипеуса и лица. Мезосома оранжево-жёлтая. Метасома жёлтая. Предположительно паразитируют на гусеницах бабочек. Вытянутые глоссы апикально раздвоенные, проподеум гладкий и блестящий. Медиотергит 1 сужается в заднем направлении, а 2-й медиотергит субтреугольный. Яйцеклад длинный и изогнутый (в 2 раза длиннее задних голеней).

## Систематика
Вид был впервые описан в 2015 году американскими энтомологами Хосе Фернандес-Триана (Jose L. Fernandez-Triana, Canadian National Collection of Insects, Ottawa, Canada and University of Guelph, Guelph, Канада) и Джеймсом Уитфилдом (James B. Whitfield, University of Illinois, Urbana, США). Сходен с Sendaphne dianariaspennae and Sendaphne sulmo, отличаясь от них формой и углом соединения жилок r и 2RS, формой медиотергита 2, длиной яйцеклада и окраской головы (oранжево-жёлтый клипеус и лицо у anitae, но полностью буровато-чёрные у dianariaspennae и sulmo). Видовое название дано в честь Ana María (Anita) Fernández Galliano.